# Euphrasia sinuata
Euphrasia sinuata là loài thực vật có hoa thuộc họ Cỏ chổi. Loài này được Vitek & Ehrend. mô tả khoa học đầu tiên năm 1984.